# 公正平和のための欧州ユダヤ人連盟
公正平和のための欧州ユダヤ人連盟（こうせいへいわのためのおうしゅうユダヤじんれんめい；European Jews for a Just Peace (EJJP)）は、パレスチナ国家の実現のために欧州の数か国で活動しているユダヤ人のグループである。組織の要求には、イスラエル占領地区からのイスラエルの即時撤退と、その地のユダヤ人入植地を解体することがある。
参加国は、ベルギー、デンマーク、ドイツ、フランス、イタリア、オランダ、オーストリア、そしてイギリスである。ドイツの参加組織名は、中東の公正な平和を求めるユダヤ人の声で、略称はEJJPドイツである。

## 原則と進展
この組織は2002年9月に、ヨーロッパ9か国の18のユダヤ人団体によりアムステルダムで設立された。その原則は「アムステルダム宣言」として2002年に次の通り書き記された。
- 紛争中における市民へのいかなる暴力も、いずれの側が始めたものでも、非難する。
- イスラエルは1967年の国境 - 第三次中東戦争以前の - で承認されている。
- ガザ地区、ヨルダン川西岸地区、そして東エルサレムにおいて独自の国家を樹立するパレスチナ人の権利を承認する。
- エルサレムを首都とする両国の権利は、承認する。
- イスラエルは、パレスチナ難民問題の解決に自らの役割を果たすことが求められ、公正で公平かつ実質的な解決に寄与することが求められる[3]。

EJJPによれば、その使命は、欧州連合が中東戦争においてアメリカ合衆国から独立した立場をとることを後押しし、（EJJPの仮定する）イスラエル政府の政策に対する公正な批判を表明する歴史的な憤りを軽減することにある。EJJPはパレスチナの権利のために闘っている他のグループと協力している。EJJP報道官R. クーパーによれば、ユダヤ人グループは「反ユダヤ主義 (1945年以降)に対する不当な非難」を止めさせる上で重要な役割を果たしている。EJJPは反ユダヤ主義の態度や攻撃とは距離を置いている。EJJPは国連に対し、イスラエルへの批判をユダヤ人に対する憎悪と同一視するべきでないと、反ユダヤ主義の定義を明確にするように求めた。同時にEJJPは、イスラエルに対し、占領地において1949年のジュネーブ諸条約に反する「重大な過失」があることを非難した。
2023年10月15日、EJJPは、2023年のハマスによるイスラエル攻撃に驚愕し、これは戦争犯罪および人道に対する罪であると表明した。同時にそこで、イスラエルは「集団処罰のキャンペーンを即刻やめる」べきだとし、停戦を呼び掛けた。国際社会はイスラエルに対し、占領を終えてパレスチナ人が自分たちの意志に基づいて権利を打ち立てられるよう説得するべきだとした。

## 活動
EJJPは報道官リチャード・クーパーの提唱により、2004年にケープタウンで開催された「中東和平プロセスを支援する国連市民社会フォーラム」と、2007年にブリュッセルで開催された「イスラエル・パレスチナ和平を支持する国連市民社会国際会議」に参加した。

## 参加組織
- ベルギー: Union des progressistes juifs de Belgique
- デンマーク: European Jews for a Just Peace - Denmark
- ドイツ: 中東の公正な平和を求めるユダヤ人の声
- フランス: Union juive française pour la paix
- イタリア: Rete Ebrei contro l'occupazione
- オランダ: もう一つのユダヤ人の声（英語版）
- オーストリア: Jüdische Stimme für einen gerechten Frieden in Nahost
- スウェーデン: Judar för israelisk-palestinsk fred
- スイス: Jüdische Stimme für Demokratie und Gerechtigkeit in Israel/Palästina
- イギリス: Jewish Socialists' Group und Jews for Justice for Palestinians